# Bedorfer Mühle

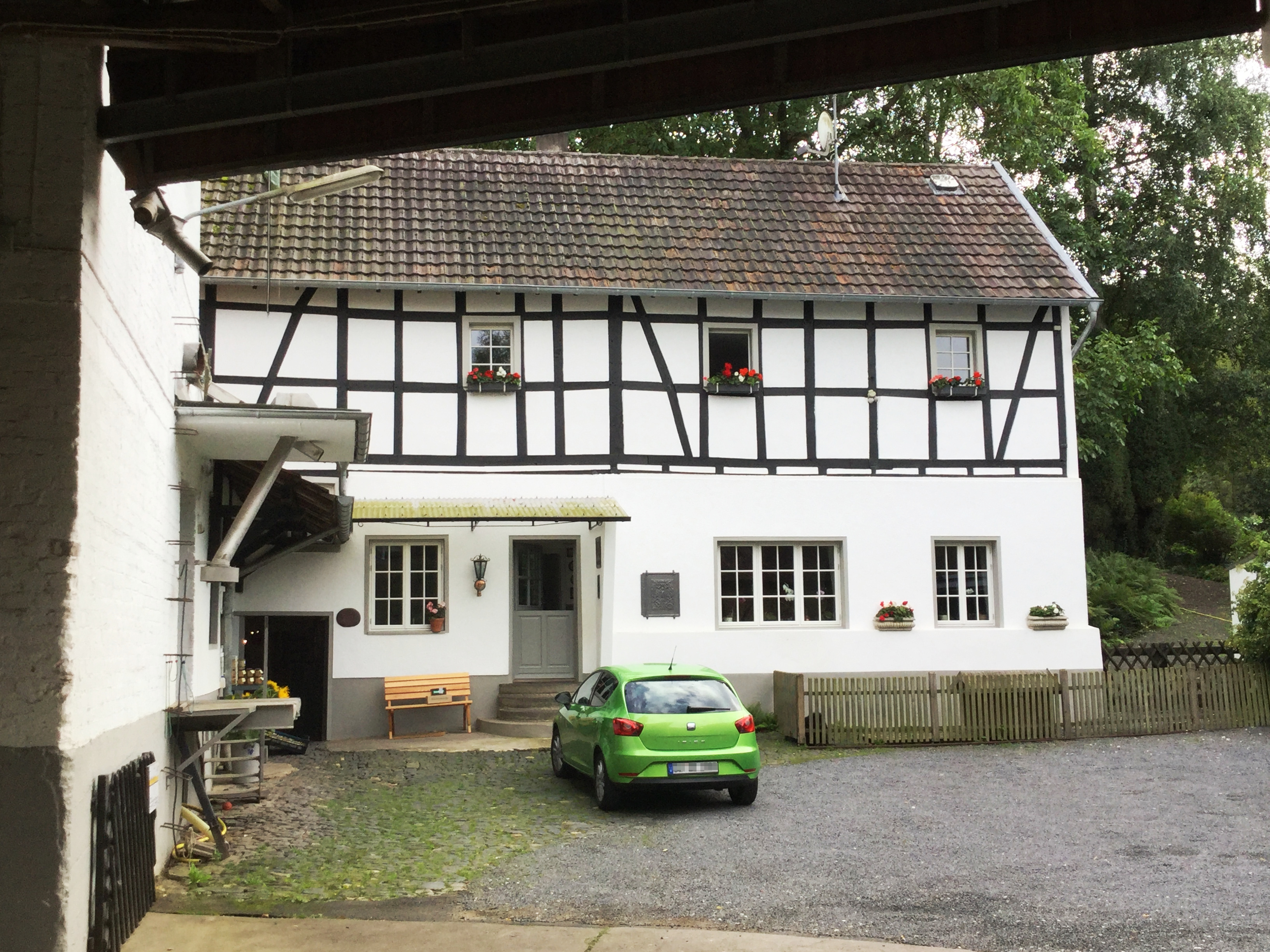
Die Bedorfer Mühle 2016

Die Bedorfer Mühle ist eine Wassermühle in der Ortschaft Villip in der Gemeinde Wachtberg im Rhein-Sieg-Kreis in Nordrhein-Westfalen. Sie trägt auch die Namen Broicher Mühle und Villiper Mühle.

## Geschichte
Die Mühle wurde erstmals im Jahr 886 urkundlich erwähnt. Zu dieser Zeit schlossen die Mönche des Eifelklosters Abtei Prüm einen sogenannten Prekarievertrag ab, in dem die Mühle als Gegenstand eines Tauschgeschäftes erwähnt wird. Bei diesem für das frühe Mittelalter typischen Vertrag erhielt ein dem karolingischen Reichsadel angehörender Edler mit Namen Hartmann vom Reichskloster Prüm Besitzungen in Rheinhessen, im Lahngau und im Auelgau zur lebenslänglichen Nutznießung zurück. Als Gegenleistung übertrug er dafür seine in und bei Villip liegenden Güter an die frommen Männer. Anschließend erhielt er diese Güter zur lebenslangen Nutzung wieder zurück.

## Die Mühle
Seit über 300 Jahren gehört die Mühle bis heute der Familie Bedorf. Mit drei Mahlgängen stellt sie Schrote aus Roggen, Weizen und Dinkel her. Neben den verschiedenen Mehlsorten und Backmischungen kann man hier auch sonstige Zutaten zum Brotbacken kaufen. Bei Bedarf erhält man Ratschläge zum Backen.

## Baudenkmal
Die Mühle ist mit der Bezeichnung Fachwerkhof (Broichmühle) unter Nr. A 159 als Denkmal in die Liste der Baudenkmäler in Wachtberg eingetragen.